# Kathleen O’Brien
Margaret Kathleen O’Brien (* 7. April 1906 in Wellington, Neuseeland; † 13. Februar 1978 in Wellington, Neuseeland) war eine neuseeländische Tanzlehrerin, Radiomoderatorin und Filmregisseurin.

## Frühes Leben
Margaret Kathleen O’Brien wurde am 7. April 1906 als Tochter und jüngstes von sechs Kinder von Margaret O’Brien und deren Mann, dem Schuhmacher Thomas O’Brien, in Wellington geboren. Ihre Eltern stammten beide aus dem irischen County Clare und waren in den 1880er Jahren nach Neuseeland ausgewandert. Über Kathleens Kindheit, Jugendzeit und ihre schulische Ausbildung ist nichts bekannt.

## Tanzlehrerin
O’Brien besaß in den frühen 1930er Jahren eine eigene Tanzschule in der Cuba Street in Wellington. Dort bildete sie Tänzer und Tänzerinnen für den Balletttanz aus. Auch produzierte sie mehrere Shows für die Theater in Wellington.

## England
1935 reiste O’Brien nach London, um dort zu heiraten. Doch als schon die Verlobung scheiterte, musste sie sich eine Arbeit suchen. Sie arbeitete  schließlich als Hostess in zwei verschiedenen Luxushotels der Stadt. Nachdem sie mehrere Monate unter den deutschen Bombenangriffen auf London gelitten hatte, kehrte sie Ende 1940 zurück nach Neuseeland.

## Neuseeland
Sie kümmerte sich zunächst um ihre beiden Eltern, die 1941 beide im Sterben langen.

## Radiomoderatorin
Nachdem ihre Eltern gestorben waren, fand O’Brien eine Arbeit als Radiomoderatorin in Wellington. Sie schrieb und moderierte eine seinerzeit fortschrittliche Sendung für Frauen, die auf dem Sender „2ZB“ unter dem Titel The Bachelor Girl’s Session ausgestrahlt wurde.

## Filmregisseurin
1946 bekam O’Brien das Angebot, als Tonbibliothekarin für die New Zealand National Film Unit zu arbeiten. Dort kam sie in Kontakt mit der in Großbritannien ausgebildeten Filmregisseurin Margaret Thomson, die sie dahingehend positiv beeinflusste, sich dem Film zu widmen.
Der erste Film, den O’Brien 1947 schuf, war Exhibition Loop, ein kurzer Werbefilm, der einen Blick hinter die Kulissen der National Film Unit warf.
Es folgten weitere Filme wie:
- 1950 – Food Handling – für das Department of Health
- 1950 – Leave Home Early – Kurzfilm
- 1950 – City District Health Nurse – ebenfalls für das Department of Health
- 1951 – In the Country – Kurzfilm
- 1952 – sieben Kinderfilme zur Verkehrssicherheit, darunter Monkey Tale, der ein internationaler Erfolg wurde, da er von einer Gruppe von Schimpansen handelte, die das sichere Radfahren im Straßenverkehr demonstrierten.
- 1952 – Safe Cycling – Kurzfilm
- 1952 – No Footpath – Kurzfilm
- 1954 – Graduate Harvest – über das Studentenleben am Massey Agricultural College
- 1957 – A Letter to the Teacher – ein Film über die Correspondence School
- 1960 – Our Stars of Ballet – ein Film über die Tänzer Rowena Jackson und Alexander Grant
- 1963 – Taupō Moana – ein Film für Touristen
- 1965 – Profile of Hawke’s Bay – ein Film für Touristen
- 1966 – The Story of Seven-Hundred Polish Children – dokumentierte die Notlage polnischer Waisenkinder, die nach ihren schrecklichen Erlebnissen im Zweiten Weltkrieg in Neuseeland ankamen.

Quellen: Dictionary of New Zealand Biography und NZ On Screen
Von 1950 bis 1970 war O’Brien die einzige Frau, die in der National Film Unit arbeitete, und eine der wenigen Frauen, die in Neuseeland als Filmregisseurin arbeiteten. Die Qualität ihrer Filme führte dazu, dass viele von ihnen für internationale Festivals in Edinburgh, Venedig, Berlin, Vancouver und Tokio ausgewählt wurden. Margaret Kathleen O’Brien zog sich 1970 aus dem Filmgeschäft zurück und verstarb am 13. Februar 1978 im Alter von 71 Jahren in Wellington.